# Pantaleo Magurano
Pantaleo Magurano (Palermo, 18 maggio 1922 – ...) è stato un calciatore italiano, di ruolo attaccante.

## Carriera
Con il Lecce ha giocato tre stagioni in Prima Divisione e due stagioni in Serie B. Nella stagione 1948-1949 ha disputato un altro campionato di Serie B con l'Arsenaltaranto.